# Cabàs e lo Massés
Cabàs e Lo Massès (en francès Cabas-Loumassès) és un municipi francès situat al departament del Gers i a la regió d'Occitània. Limita amb els municipis d'Arroeda, Besuas e Bajon, Aussòs, Manent e Montaner i Sent Blancat.

## Geografia

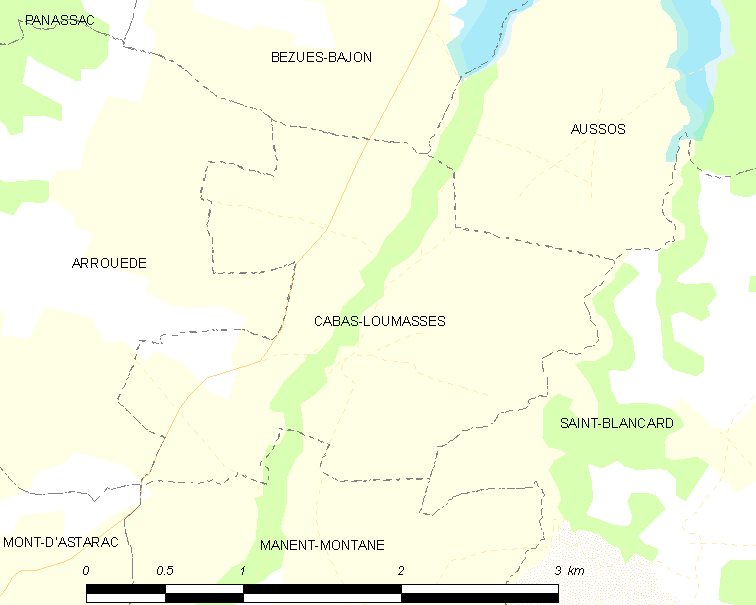
Mapa de la comuna de Cabàs e lo Massés

## Administració
| Període | Identitat        | Partit        |
| ------- | ---------------- | ------------- |
| 2001-   | Henri Soumeillan | Divers droite |

## Demografia
| 1962                                       | 1968 | 1975 | 1982 | 1990 | 1999 | 2006 |
| ------------------------------------------ | ---- | ---- | ---- | ---- | ---- | ---- |
| 83                                         | 90   | 83   | 72   | 56   | 50   | 48   |
| Des de 1962: població sense dobles comptes |      |      |      |      |      |      |